# Chandler (Familienname)
Chandler ist ein englischer Familienname.

## Herkunft und Bedeutung
Der Familienname Chandler kommt aus dem Altfranzösischen (chandelier = der Kerzenhalter, der Kerzenständer) und bedeutet „Der Kerzenmacher“.

## Namensträger
- A. Bertram Chandler (1912–1984), australischer Science-Fiction-Autor
- Akeem Chandler (* 2004), barbadischer Fußballspieler
- Alfred D. Chandler junior (1918–2007), US-amerikanischer Wirtschaftshistoriker und Ökonom
- Annette Handley Chandler, Filmproduzentin, Autorin und Drehbuchautorin
- Arthur Chandler (1895–1984), englischer Fußballspieler
- Ben Chandler (* 1959), US-amerikanischer Politiker
- Betty Chandler (1915–2006), kanadisch-chinesische Ernährungswissenschaftlerin
- Carrol Chandler (* 1952), pensionierter General der US Air Force
- Charles Chandler (Ruderer) (1911–1982), US-amerikanischer Ruderer
- Charles Frederick Chandler (1836–1925), US-amerikanischer Chemiker und Hochschullehrer
- Charlotte Chandler, US-amerikanische Schriftstellerin
- Chas Chandler (1938–1996), britischer Musiker, Produzent und Manager
- Chick Chandler (1905–1988), US-amerikanischer Schauspieler
- Chris Chandler (* 1965), US-amerikanischer Footballspieler
- David Chandler (Chemiker) (1944–2017), US-amerikanischer Chemiker
- David Chandler (Schauspieler, 1950) (* 1950), US-amerikanischer Schauspieler
- David Chandler (Schauspieler, II), Schauspieler
- David G. Chandler (1934–2004), britischer Militärhistoriker
- David P. Chandler (* 1933), US-amerikanischer Historiker
- Dean Chandler (* 1976), englischer Fußballspieler
- Don Chandler (1934–2011), US-amerikanischer Footballspieler
- Dorothy Buffum Chandler (1901–1997), US-amerikanische Verlegerin, Kunstmäzenin und Sammlerin
- Doug Chandler (* 1965), US-amerikanischer Motorradrennfahrer
- Douglas Chandler (1889–nach 1963), US-amerikanischer Journalist
- Edgar Chandler (1904–1988), amerikanischer Kongregationsgeistlicher, Militärpfarrer und Aktivist in der Bürgerrechtsbewegung
- Edward Barron Chandler (1800–1880), kanadischer Politiker
- Estee Chandler (* 1964), US-amerikanische Schauspielerin
- Gene Chandler (* 1937), US-amerikanischer Sänger und Entertainer
- George Chandler (Schauspieler) (1898–1985), US-amerikanischer Schauspieler
- George Fletcher Chandler (1872–1964), US-amerikanischer Chirurg und Polizeimanager
- Greg Chandler (* 1973), britischer Sänger, Musiker, Tontechniker und Produzent
- Happy Chandler (eigentlich Albert Benjamin Chandler; 1898–1991), US-amerikanischer Politiker und Sportfunktionär
- Harvey Chandler (* 1995), englischer Snookerspieler
- Helen Chandler (1906–1965), US-amerikanische Schauspielerin
- James Chandler (* 1948), US-amerikanischer Literaturwissenschaftler
- Jeff Chandler (1918–1961), US-amerikanischer Schauspieler
- Jeff Chandler (Boxer) (* 1956), US-amerikanischer Boxer
- Jennifer Chandler (* 1959), US-amerikanische Wasserspringerin
- Joan Chandler (1923–1979), US-amerikanische Schauspielerin
- John Chandler (1762–1841), US-amerikanischer Politiker
- John Davis Chandler (1935–2010), US-amerikanischer Schauspieler
- José Vicente Chandler (1922–2022), puerto-ricanischer Leichtathlet
- Joseph Ripley Chandler (1792–1880), US-amerikanischer Politiker
- Karen Mayo-Chandler (1958–2006), britische Schauspielerin
- Kerri Chandler, US-amerikanischer House-Produzent und DJ
- Knox Chandler (* 1954), US-amerikanischer Gitarrist
- Kyle Chandler (* 1965), US-amerikanischer Schauspieler
- Lane Chandler (1899–1972), US-amerikanischer Schauspieler
- Len Chandler (1935–2023), US-amerikanischer Folkmusiker
- Marjorie Elizabeth Jane Chandler (1897–1983), britische Paläobotanikerin
- Michael Chandler, Filmeditor, Regisseur und Drehbuchautor
- Michelle Chandler (* 1974), australische Basketballspielerin
- Murray Chandler (* 1960), britischer Schachmeister
- Patti Chandler (* 1943), US-amerikanische Schauspielerin
- Raymond Chandler (1888–1959), US-amerikanischer Schriftsteller
- Rex Chandler (* 1966), US-amerikanischer Pornodarsteller
- Richard Chandler (1737–1810), britischer Archäologe
- Richard Chandler (Unternehmer) (* 1961), neuseeländischer Unternehmer
- Robert Flint Chandler (1907–1999), US-amerikanischer Agrarwissenschaftler
- Robert M. Chandler, US-amerikanischer Paläontologe
- Rod Chandler (* 1942), US-amerikanischer Politiker
- Seth Carlo Chandler (1846–1913), US-amerikanischer Astronom
- Shannon Chandler (* 1986), US-amerikanische Schauspielerin
- Spud Chandler (1907–1990), US-amerikanischer Baseballspieler
- Sydney Chandler (* 1996), US-amerikanische Schauspielerin
- Tanis Chandler (1924–2006), US-amerikanische Schauspielerin
- Theodore E. Chandler (1894–1945), US-amerikanischer Marineadmiral
- Thomas Chandler (Politiker) (1772–1866), US-amerikanischer Politiker (New Hampshire)
- Thomas Alberter Chandler (1871–1953), US-amerikanischer Politiker (Oklahoma)
- Thomas Chandler junior (1740–1798), US-amerikanischer Politiker und Richter
- Timothy Chandler (* 1990), deutsch-US-amerikanischer Fußballspieler
- Tyson Chandler (* 1982), US-amerikanischer Basketballspieler
- Vicki L. Chandler, US-amerikanische Biochemikerin
- Vivienne Chandler (1947–2013), britische Schauspielerin und Fotografin
- Walter Chandler (Politiker) (1887–1967), US-amerikanischer Politiker (Tennessee)
- Walter M. Chandler (1867–1935), US-amerikanischer Politiker
- Wes Chandler (* 1956), US-amerikanischer Footballspieler und -trainer
- William E. Chandler (1835–1917), US-amerikanischer Politiker
- Wilson Chandler (* 1987), US-amerikanischer Basketballspieler
- Zachariah Chandler (1813–1879), US-amerikanischer Politiker